# チネート・ロマーノ
チネート・ロマーノ（伊: Cineto Romano）は、イタリア共和国ラツィオ州ローマ県にある、人口約600人の基礎自治体（コムーネ）。

## 地理

### 位置・広がり
ローマ県東部のコムーネ。ティーヴォリから北東へ約17km、ローマ中心部から東北東へ約44km、アヴェッツァーノから西へ約38km、ラクイラから南西へ約49kmの距離にある。

#### 隣接コムーネ
隣接するコムーネは以下の通り。
- ヴァッリンフレーダ - 北東
- リオフレッド - 東
- ロヴィアーノ - 南東
- マンデーラ - 南西
- ペルチーレ - 北西

### 地勢
町域をアニェーネ川が流れる。

### 気候分類・地震分類

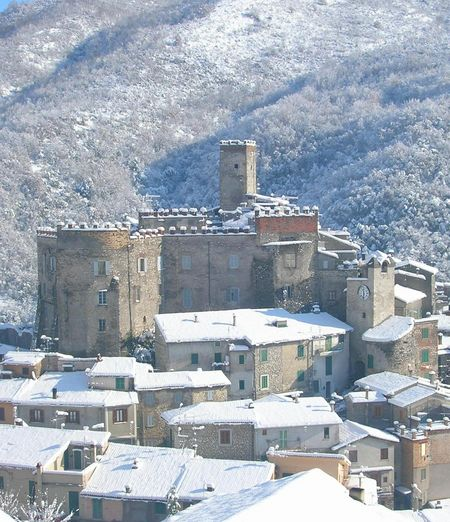
Il castello sotto

チネート・ロマーノにおけるイタリアの気候分類 (it) および度日は、zona E, 2129 GGである。
また、イタリアの地震リスク階級 (it) では、zona 2B (sismicità media) に分類される。

## 行政

### 山岳部共同体
広域行政組織である山岳部共同体「アニエーネ山岳部共同体」 (it:Comunità montana dell'Aniene) （事務所所在地: アーゴスタ）に属する。このほか、自治体連合 (it:Unione di comuni) である Unione Medaniene に属する。

## 交通

### 道路
町域内をアウトストラーダ A24が通過するが、出入口はない。
チネート・ロマーノ集落へは、アニェーネ河畔を走るSR5 (it:Strada statale 5 Via Tiburtina Valeria) から分かれる県道 SP37/b でアクセスする。

### 鉄道
ローマ＝スルモーナ＝ペスカーラ線 (it:Ferrovia Roma-Sulmona-Pescara) が通過するが、駅はない。